# Voz da América
A Voice of America (em português, conhecida como Voz da América) ou VOA é o serviço oficial de radiodifusão internacional financiado pelo Governo Federal dos Estados Unidos e autorizado a operar exclusivamente fora de território americano. É retransmitida em mais de 44 idiomas (via rádio) e 24 idiomas (via televisão) por várias estações ao redor do mundo e está sob supervisão do International Broadcasting Bureau, uma instituição vinculada ao Presidente dos Estados Unidos e que teoricamente garantiria a isenção da VOA perante a política externa norte-americana. A Voz da América tem seus escritórios localizados na 330 Independence Avenue SW, em Washington DC, 20 237, nos Estados Unidos.

## Histórico
A VOA foi organizada durante a Segunda Guerra Mundial (1939-1945) com o objetivo de transmitir notícias e propaganda política para países da Europa e Norte da África sob ocupação militar da Alemanha Nazista. Suas transmissões se iniciaram em 24 de fevereiro de 1942, utilizando transmissores de ondas curtas da Columbia Broadcasting System e da National Broadcasting Company.
Em 17 de fevereiro de 1947, foram iniciadas as transmissões da VOA para a União Soviética. Durante o período da Guerra Fria, a VOA esteve sob controle da Agência de Informação dos Estados Unidos. Em 1980, a VOA criou um serviço televisivo e programas regionais específicos direcionados para Cuba (a Radio Marti e a TV Marti).
A partir de 2000, a VOA começou a transmitir em inglês pela Internet. Parte do conteúdo também está disponível em outros idiomas através de uma rede distribuída com mais de 14 000 servidores em cerca de 65 países. O International Broadcasting Bureau, em seu orçamento para 2007, propõe a redução da programação em inglês da VOA (com a eliminação de programas como o News Now) e a manutenção da programação em inglês para a África e da página em inglês na Internet.
Em 9 de abril de 2014, a Rússia tirou do ar a Voz da América no país por considerar que se tratava de uma estação que não acrescentava nenhuma informação além de propaganda de interesse dos Estados Unidos.

## Legislação restritiva
A Voz da América está proibida, por força da Lei Smith-Mundt de 1948, de transmitir diretamente para os cidadãos norte-americanos. O objetivo desta legislação seria o de evitar que o governo federal tivesse um canal direto para o público doméstico (diferentemente do que ocorre em muitos países europeus e mesmo no Brasil), algo que deriva parcialmente da ausência nos Estados Unidos do Estado como responsável pela transmissão local de rádio e tevê. Naturalmente, a lei também surgiu para satisfazer os interesses das empresas comerciais de radiodifusão norte-americanas, reduzindo a concorrência.
Mesmo as redes públicas Public Broadcasting Service (tevê) e National Public Radio (rádio), que funcionam parcialmente com financiamento do Estado, não operam sob a supervisão governamental mantida sobre corporações de radiodifusão estatais típicas (como a britânica British Broadcasting Corporation). Alegadamente, nenhuma outra empresa de radiodifusão internacional possui tamanha restrição governamental sobre suas atividades.
Em casos especiais, tal como na transmissão em 1981 do programa de TV Let Poland Be Poland, é necessária a aprovação prévia do Congresso dos Estados Unidos para a exibição ao público norte-americano. Todavia, a VOA pode ser captada em ondas curtas e em streaming de áudio através da Internet, o que minimiza o efetivo alcance restritivo da legislação.

## Programação
A Voz da América tem 22 correspondentes domésticos e 16 ultramarinos, todos cidadãos norte-americanos e funcionários do governo dos Estados Unidos. Eles são reforçados por correspondentes freelance em vários países, que fazem reportagens em inglês e nos numerosos idiomas utilizados pelos serviços da VOA. A vinheta de intervalo é "Yankee Doodle", interpretado por uma banda de música, seguido pela frase "this is the Voice of America, signing on" ("esta é a Voz da América, conectando"). Anteriormente, o tema utilizado era "Columbia, Gem of the Ocean".
Parte do orçamento da VOA é destinado à produção de programação televisiva.

## Idiomas
A Voz da América é atualmente transmitida por rádio em 44 idiomas e por televisão em 24 idiomas (indicadas abaixo com um asterisco):
| - Afan Oromo - Albanês* - Amárico - Armênio* - Azeri* - Bengali* - Bósnio* - Birmanês - Cantonês - Chona - Coreano - Curdo - Crioulo - Croata* - Dari* | - Inglês (também Inglês especial)* - Francês* - Geórgio - Grego* - Hauçá - Hindi* - Indonésio* - Khmer - Kinyarwanda - Kirundi - Laociano - Macedônio* - Mandarim* | - Ndebele - Tailandês - Pachto* - Persa* - Português - Russo* - Sérvio* - Espanhol* - Suaíli - Tibetano* - Tigrínio - Turco* - Ucraniano* - Urdu* - Uzbeque* - Vietnamita |

## Serviços do International Broadcasting Bureau
A VOA transmite vários programas dirigidos a audiências específicas através do International Broadcasting Bureau. A Radio Marti e a TV Marti são dirigidos à Cuba. A Radio Sawa, fundada pelo IBB (mas que não faz parte da VOA) é dirigida ao público jovem do mundo árabe, da mesma forma que a Radio Farda é dirigida aos jovens falantes do persa no Irã. A Rádio Europa Livre e a Rádio Ásia Livre são serviços aparentados à VOA que visam à audiência em países da ex-União Soviética e aqueles governados por regimes ditatoriais. Entre seus locutores, alguns, como Willis Conover, Pat Gates e Judy Massa, se tornaram mundialmente conhecidos.
O IBB opera através de vários locais de transmissão ao redor do mundo, incluindo suas estações de retransmissão doméstica em Greenville, Carolina do Norte e Delano, Califórnia, e no exterior, com estações situadas na Alemanha, Reino Unido, Botswana, Grécia, Kuwait, Marrocos, Saipan e Tinian, Filipinas, São Tomé, Sri Lanka, Tailândia e recentemente, Paquistão. Os retransmissores de Guam são utilizados no caso do surgimento de crises no Leste da Ásia.

### Serviço paquistanês
O programa "Khabron Se Agay" da VOA é transmitido no Paquistão pela GEO TV. Segundo a VOA, o propósito do programa é promover uma maior compreensão entre paquistaneses e norte-americanos através da exibição de documentários sobre os Estados Unidos e seu povo, e sobre paquistaneses que vivem na América.

## Polêmica

### Soberania nacional
Alguns críticos têm sugerido que o governo dos Estados Unidos viola a soberania nacional ao transmitir e operar em seus respectivos países.
Em março de 2006, cinco membros da VOA foram detidos sob a acusação de manter atividades contra o governo na Etiópia. A acusação foi posteriormente retirada pelo governo etíope.

### Pagamento por apresentações
Recentemente, a VOA foi denunciada como tendo, ao longo de vários anos, pago a jornalistas para aparecer em seus programas. De acordo com o El Nuevo Herald e o Miami Herald, entre estes estariam: David Lightman, chefe do escritório da Hartford Courant em Washington DC; Tom DeFrank, chefe do escritório em Washington do New York Daily News; Helle Dale, ex-diretora das páginas editoriais do Washington Times; Georgie Anne Geyer, uma colunista com distribuição nacional e Pablo Alfonso, repórter da equipe do El Nuevo Herald e Wilfredo Cancio, redator do mesmo jornal.
O conselho diretor da VOA não negou a acusação e afirma que tais pagamentos não configuram um conflito de interesses. Segundo o porta-voz Larry Hart, citado pelo El Nuevo Herald, "por décadas, por muitos, muitos anos, alguns dos mais respeitáveis jornalistas do país têm recebido pagamento para participar de programas da Voz da América".